# Catamaran

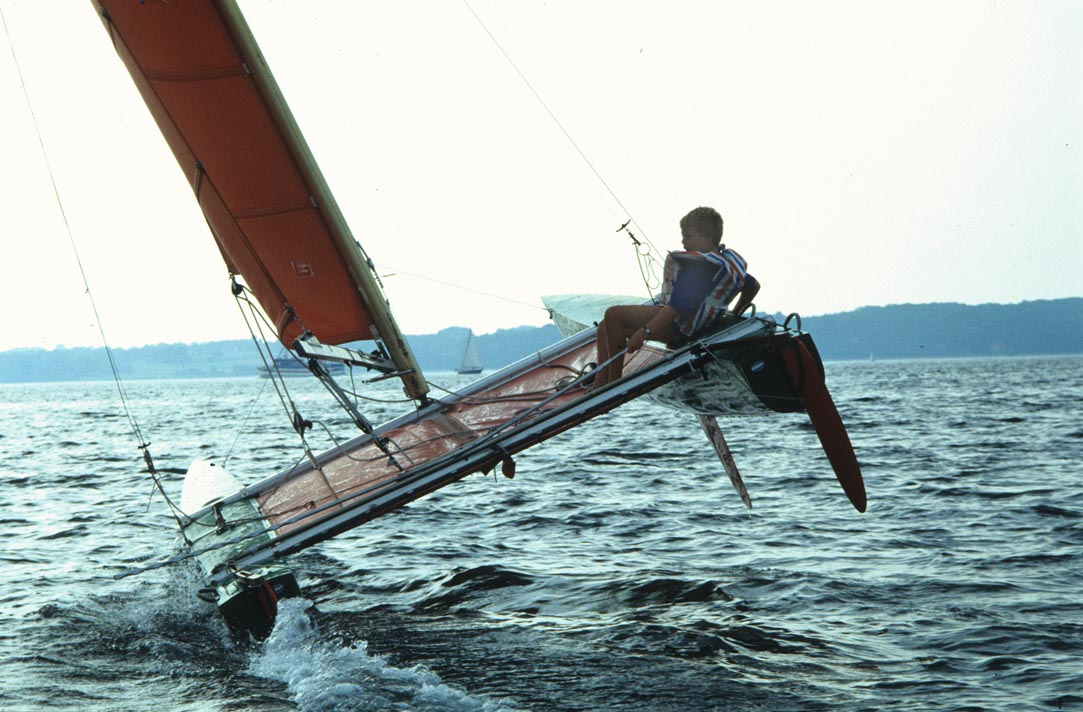
Catamaran cu vele.

Un catamaran este o barcă sau o navă cu două carene care sunt conectate ferm (de exemplu, printr-o punte). Cuvântul catamaran este un cuvânt de împrumut din tamil, de la கட்டுமரம் = kaṭṭumaram (de la kaṭṭu „panglică, mănunchi” și maram „copac”, adică „barcă făcută din bușteni legați împreună”). În general, se poate face o distincție între catamarane cu motor (navă cu motor) și catamarane cu vele (navă cu vele) în funcție de tipul de propulsie. O formă specială de catamarane sunt SWATH.
Spre deosebire de navele monococă, catamaranele se caracterizează prin faptul că sunt foarte largi și, prin urmare, sunt foarte stabile pe apă. Deoarece catamaranele nu au chilă și sunt stabile dimensional, sunt relativ ușoare. Prin urmare, catamaranele sunt adesea bărci foarte rapide, care sunt echipate cu carene de planare. Un dezavantaj, pe lângă manevrarea mai dificilă, mai ales în porturile înguste, este că se poate răsturna.

## Origine

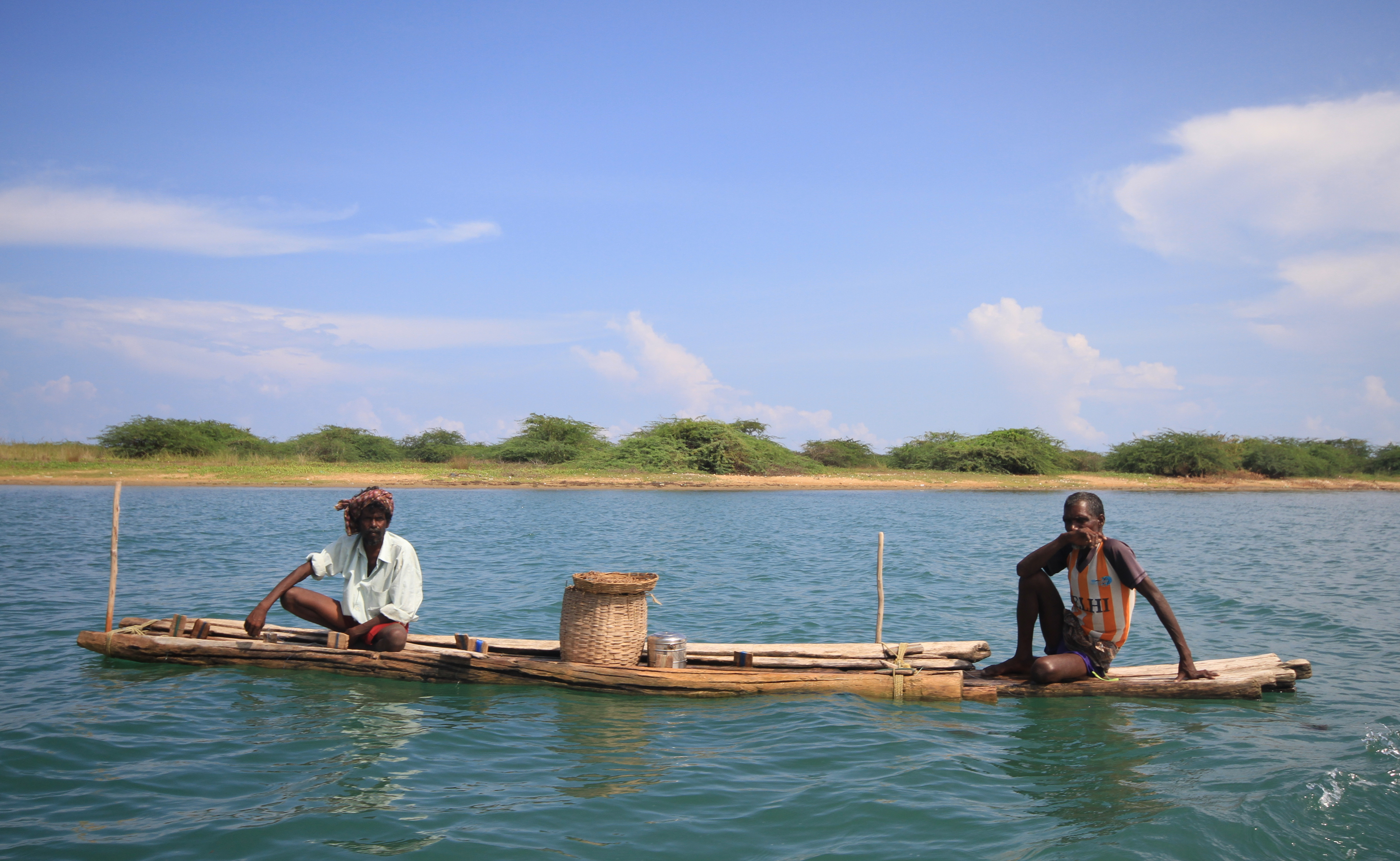
Un catamaran tradițional pe Lacul Pulicat, Indiile de Sud

Piratul și aventurierul englez William Dampier, aflat în înconjurul lumii în anii 1690, a fost primul european care a descris un catamaran în timpul unei navigări în Golful Bengal, în regiunea Tamil Nadu. El l-a descris în anul 1697 în modul următor: „Pe coasta Coromandel se numesc catamarane. Sunt unul sau doi bușteni, uneori din lemn ușor […] atât de mici, încât poartă doar un om ale cărui picioare și baza corpului sunt încă în apă.”
Acest tip de ambarcațiuni este comun în multe părți ale lumii, în special în Pacific. Polinezienii folosesc o formă specială de barcă cu două carene numită „prao” care are și particularitatea de a se putea deplasa în ambele direcții datorită unei rotații de 180° a pânzelor.
Forma comună este probabil o invenție a populațiilor polineziene care foloseau în principal canoe plutitoare. Interesul de a conecta două carene identice a apărut, fără îndoială, odată cu necesitatea creșterii capacității de încărcare pentru navigațiile îndepărtate.
În anii 1870, americanul Nathanael Herreshoff a fost probabil primul occidental care a proiectat și fabricat catamarane a căror viteză și stabilitate le-au făcut curând foarte populare.

## În prezent

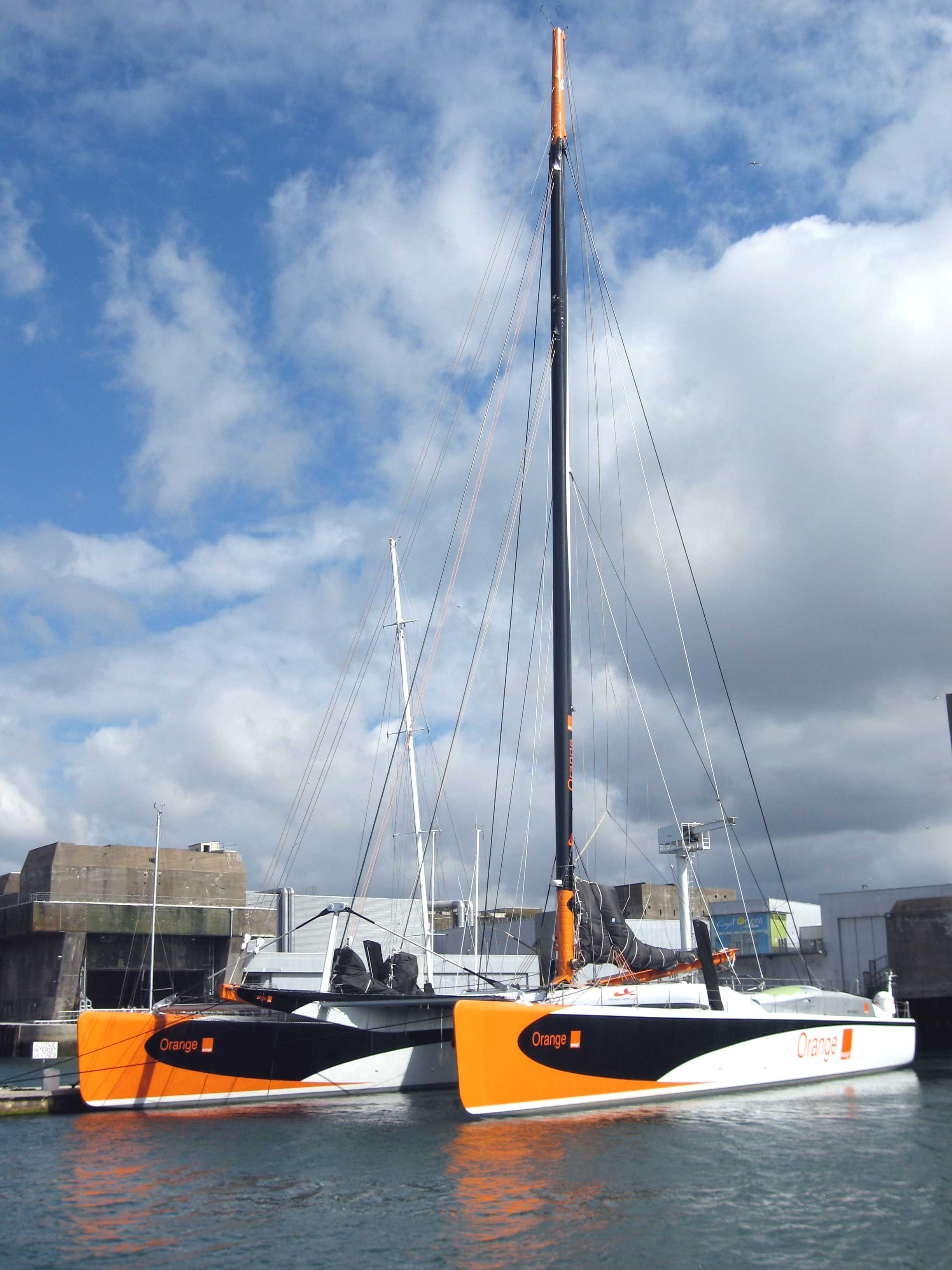
Maxi catamaranul Orange 2 în lungime de 37 de metri.

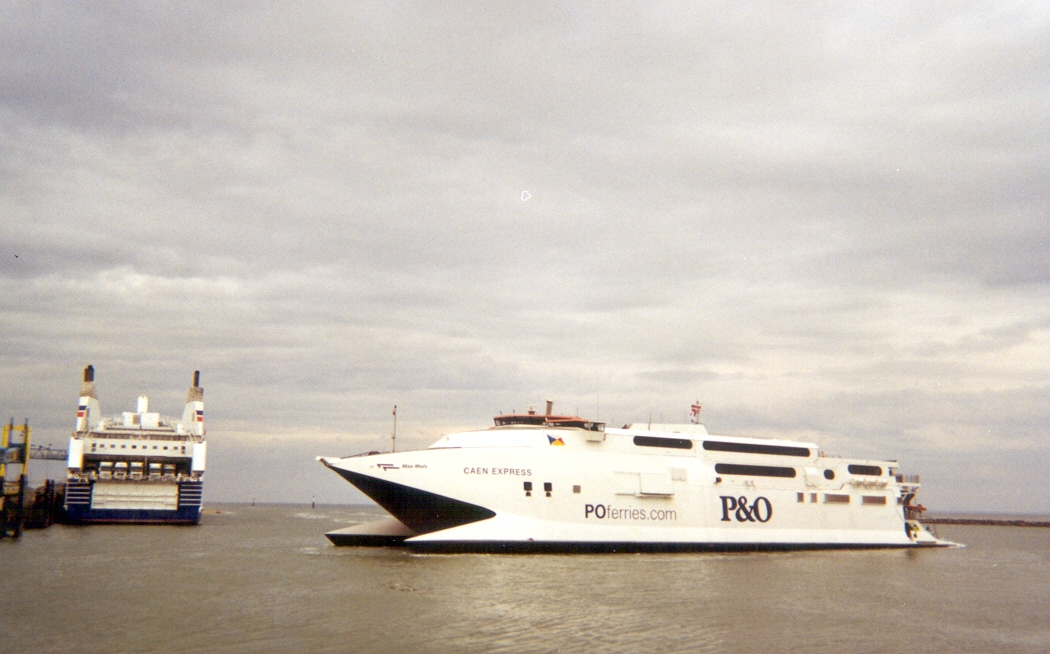
Feribotul catamaran Caen Express la Ouistreham.

Catamaranele pot fi împărțite în două familii: bărci cu pânze și cele cu motor, care au multe variații. Există astfel catamarane sportive care permit învățarea navigației pentru plăcere sau competiție, catamarane mai mari și mai confortabile pentru croazieră sau transport de pasageri, bărci de pescuit și în final iahturi mari și foarte luxoase.
Catamaranul de transport persoane (motorizat) este o navă confortabilă în mările nu foarte agitate, dar stabilitatea sa foarte mare o face inconfortabilă în marile agitate. Această problemă este parțial rezolvată de designul de tip Small Waterplane Area Twin Hull sau SWATH (catamaran cu linie de plutire joasă) cu carene adânc scufundate, care oferă un confort mai bun, chiar și în marea agitată. Pe de altă parte, curentul este crescut și suprafața mărită de frecare cu apa crește mult puterea necesară.

### Catamarane în sport
Bărcile de la Cupa America (AC72) au arătat recent abilități incredibile, cum ar fi zborul și chiar mersul de două ori mai repede decât vântul. Acestea se ridică deasupra apei datorită aripilor portante. Zborul chiar a fost permis în anumite discipline, bărcile de la Nacra 17, clasă olimpică mixtă, desprinzându-se uneori complet de apă și practic zburând. 